# CFM International CFM56
CFM International CFM56 é uma família de motores aeronáuticos produzida pela CFM International e utilizada em modelos como o Boeing 737, o Airbus A320 e o A340-300.
|  |